# Cadeidae
Cadeidae – monotypowa rodzina amfisben z rzędu łuskonośnych (Squamata).

## Zasięg występowania
Rodzina obejmuje gatunki będące endemitami Kuby, występujące w zachodniej części wyspy Kuba oraz na pobliskiej wyspie Isla de la Juventud.

## Systematyka

### Etymologia
Cadea: J.E. Gray nie wyjaśnił etymologii nazwy rodzajowej.

### Podział systematyczny
Do rodziny należy jeden rodzaj z następującymi gatunkami: 
- Cadea blanoides (Stejneger, 1916)
- Cadea palirostrata Dickerson, 1916